# Блажко Валерій Андрійович
Валерій Андрійович Блажко (нар. 22 березня 2001, Харків, Україна) — український футболіст, нападник аматорської команди «Базис» (Кочубіївка), яка виступає в Чемпіонаті Черкаської області.

## Життєпис
Народився в Харкові. Вихованець місцевої академії «Металіста», перший тренер — Сергій Смикалов. У ДЮФЛУ за «Металіст» зіграв 63 матчі, відзначився 21-им голом.
Після випуску академії захищав кольори фарм-клубу «Металіста 1925», «Металіст Юніор», який виступав у Чемпіонаті Харківської області,   де провів 17 поєдинків та відзначився 4-ма голами.
У 2019 році в складі харківського «Авангарда» став володарем кубка та суперкубка Харківської області. Восени 2019 року також зіграв 7 матчів та відзначився 5-ма голами за «Авангард» у Юніорському чемпіонаті України (U-19).
На початку 2020 року перейшов до представника вищого дивізіону чеського чемпіонату «Млада Болеслав». Проходив збори з першою командою, 27 січня вперше зіграв за неї в фіналі турніру Malta Cup. Провів 1 офіційний матч за молодіжну команду, після чого футбольні змагання в Чехії призупинили через пандемію COVID-19.
Восени 2021 року проходив тренувальні збори з «Металістом 1925», за результатами яких 11 лютого 2021 року підписав з клубом контракт. Дебютував у футболці харківського клубу 15 березня 2021 року в переможному (2:1) домашньому поєдинку 6-го туру Першої ліги України проти «Альянсу». Валерій вийшов на поле на 84-ій хвилині, замінивши Дерека.
28 серпня 2021 року став гравцем ФК «Краматорськ» на умовах оренди з «Металіста 1925». У першій частині сезону 2021/22 провів за краматорську команду 10 матчів у Першій лізі, після чого повернувся до «Металіста 1925».

## Досягнення
«Металіст 1925»:
 Бронзовий призер Першої ліги України: 2020/21